# Área 18
Área 18 fue un programa de deportes transmitido por la señal de cable argentina TyC Sports. Era conducido por Nacho Goano, acompañado de Leandro Leunis y Luli Fernández. Fue emitido desde 2007 hasta 2009.
El magazine se emitía de lunes a viernes a las 18:00 horas. El mismo programa giraba en torno al fútbol tratado desde un punto de vista informal a lo cual se le agregaba invitados en el estudio, música, humor y entretenimiento.